# 여성의 권리

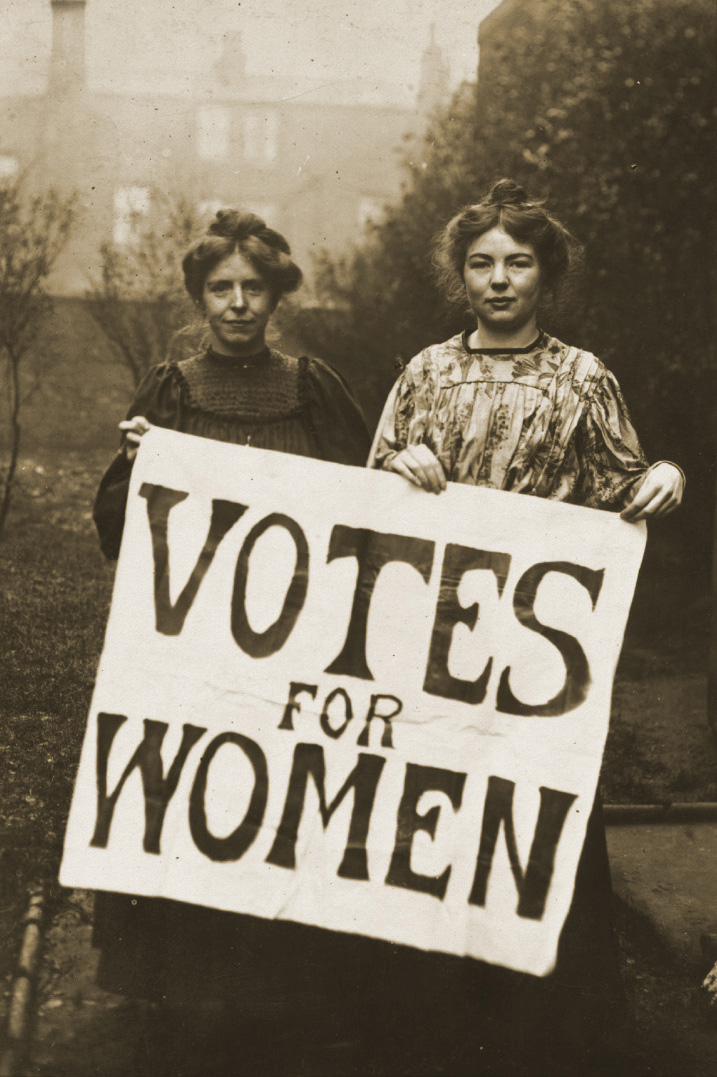
여성의 선거권 운동을 하고 있는 애니 케니와 크리스타벨 팽크허스트, 1908년경

여성권리(女性權利)는 여성에 대한 기본 권리이다. 또한, 남성과 동등한 직업을 위한 기회, 교육, 한 사람의 인간으로서 존중받을 권리 등 평등한 권리를 말한다. 이것은 19세기 여성 인권 운동과 20세기와 21세기 여성주의 운동의 기반을 형성했다. 일부 국가에서는 이러한 권리가 법률, 현지 관습 및 행동에 의해 제도화 되거나 지원되는 반면 다른 국가에서는 무시되고 억압된다. 그들은 남성과 소년에게 유리한 여성과 소녀의 권리 행사에 대한 본질적인 역사적, 전통적 편견의 주장을 통해 더 넓은 인권 개념과 다르다.
일반적으로 여성의 권리에 대한 개념과 관련된 문제에는 신체적인 청렴과 자율성, 성폭력으로부터 자유로울 권리, 투표할 권리, 공직에 들어갈 권리, 법적 계약을 체결할 권리, 가족법에서 동등한 권리를 가질 권리, 공정한 임금이나 동등한 보수를 가질 권리, 생식권을 가질 권리, 재산을 소유할 권리, 그리고 교육에 대한 권리가 포함된다.

## 역사

#### 고대사

##### 메소포타미아
고대 수메르 여성들은 재산을 사고, 소유하고, 팔고, 상속할 수 있었다. 그들은 상업에 종사하고 법정에서 증인으로 증언할 수 있었다. 그럼에도 불구하고, 그들의 남편은 가벼운 위반으로 이혼할 수 있었고, 이혼한 남편은 첫 번째 아내가 아이를 낳지 않았다면 쉽게 다른 여자와 재혼할 수 있었다. 이난나와 같은 여성 신들은 널리 숭배되었다. 이난나의 사제이자 사르곤의 딸인 아카디아 시인 엔헤두안나는 이름이 기록된 최초의 시인이다. 옛 바빌로니아 법전은 남편이 어떤 상황에서도 아내와 이혼할 수 있도록 허용했지만, 그렇게 하기 위해서는 아내의 모든 재산을 돌려주고 때로는 벌금을 내야 했다.:140 대부분의 법률 규정은 여성이 남편에게 이혼을 요구하는 것을 금지하고 있으며, 간통죄에 걸린 여성과 이혼을 요구하는 여성에게 동일한 처벌을 가하고 있다. 그러나 일부 바빌로니아와 아시리아 법은 여성에게 남성과 동일한 이혼 권리를 부여하여 정확히 동일한 벌금을 내도록 하였다. 동 셈족 신들의 대부분은 남성이었다.

##### 이집트
고대 이집트에서 여성들은 남성과 같은 권리를 누렸지만, 정당한 자격은 사회적 계층에 달려 있었다. 토지 재산은 어머니에서 딸로 여성 계열로 내려갔고, 여성들은 그들 자신의 재산을 관리할 권리가 있었다. 고대 이집트의 여성들은 사고, 팔고, 법률 계약의 파트너가 될 수 있었고, 유언장이나 증인이 될 수 있었으며, 법정 소송을 제기할 수 있었고, 아이들을 입양할 수 있었다.

##### 인도
베다 초기 여성들은 삶의 모든 면에서 남성과 동등한 지위를 누렸다. 파탄잘리와 카티야나 같은 고대 인도 문법학자들의 연구는 여성들이 베딕 초기 시대에 교육받았다고 암시한다. 리그베딕의 시들은 여성들이 성숙한 나이에 결혼했고 아마도 스웨이암바 또는 간다르바 결혼이라고 불리는 생활 관계에서 그들 자신의 남편을 자유롭게 선택할 수 있었다고 암시한다.

##### 그리스
고대 그리스의 도시 국가들에서 대부분의 여성들은 정치적, 평등한 권리가 부족했지만, 그들은 고대 시대까지 일정한 이동의 자유를 누렸다. 고대 델피, 고틴, 테살리, 메가라, 스파르타의 여성들에 대한 기록도 존재하는데, 당시 가장 유명한 사유지였다. 그러나, 고대 이후, 입법자들은 성별 분리를 강제하는 법을 제정하기 시작했고, 결과적으로 여성의 권리를 감소시켰다.
고대 아테네의 여성들은 법적인 인격이 없었고 남성 키리오스가 이끄는 오이코스의 일부라고 추정되었다. 결혼 전까지 여성은 아버지나 다른 남자 친척의 후견인이었다. 일단 결혼하면, 남편은 여자의 키리오스가 되었다. 여성들이 법적 절차를 수행하는 것이 금지되었기 때문에, 키리오들은 그들을 대신해서 수행했다. 아테네 여성들은 오직 선물, 지참금, 상속을 통해서만 재산에 대한 권리를 얻을 수 있었지만, 그녀의 키리오스는 여성의 재산을 처분할 권리가 있었다. 아테네의 여성들은 단지 "보리 중노"(곡물의 한 뼘)의 가치보다 더 낮은 가치의 계약을 체결할 수 있었고, 여성들은 사소한 거래에 종사할 수 있었다. 여성들은 원칙적으로나 실제적으로나 고대 아테네 민주주의에서 제외되었다. 노예들은 풀려난 후에 아테네 시민이 될 수 있었지만, 고대 아테네에서 시민권을 획득한 여성은 없었다.
고대 아테네에서 여성들은 또한 시인, 학자, 정치인, 예술가가 되는 것이 금지되었다. 아테네의 헬레니즘 시대에 철학자 아리스토텔레스는 여성이 무질서와 악을 가져올 것이라고 생각했기 때문에, 여성을 사회의 나머지 부분으로부터 분리시키는 것이 최선이라고 생각했다. 이러한 분리로 인해 여성은 가정에서의 의무를 돌보고 남성 세계와 거의 접촉하지 않으면서, 신나이키온이라고 불리는 방에서 살도록 했다. 이것은 또한 아내들이 남편으로부터 합법적인 자녀들만 낳도록 하기 위한 것이었다. 아테네 여성들은 스핀, 직조, 요리, 그리고 돈에 대한 약간의 지식과 같은 기본적인 기술에 대한 가정 교습 외에는 거의 교육을 받지 못했다.
스파르타 여성들은 공식적으로 군대와 정치 생활에서 제외되었지만, 스파르타 전사의 어머니로서 상당한 지위를 누렸다. 남성들이 군사 활동에 종사하면서, 여성들은 토지를 운영하는 것에 대한 책임을 졌다. 기원전 4세기에 장기전을 치른 후 스파르타 여성은 스파르타의 모든 땅과 재산의 약 35%에서 40%를 소유했다. 헬레니즘 시대에 스파르타인의 가장 부유한 사람들 중 일부는 여성이었다. 스파르타 여성들은 군대와 떨어져 있는 남성 친척들의 재산뿐만 아니라 그들 자신의 재산도 통제했다. 남학생뿐만 아니라 여학생들도 교육을 받았다. 그러나 스파르타 여성들의 비교적 큰 자유에도 불구하고, 정치에서 그들의 역할은 아테네 여성들과 똑같았다.
플라톤은 여성에게 시민적, 정치적 권리를 확대하는 것이 가정과 국가의 성격을 실질적으로 변화시킬 것이라는 것을 인정했다.플라톤의 가르침을 받은 아리스토텔레스는 "자연은 여성과 노예를 구별해 왔다"고 주장하면서 여성이 노예이거나 재산의 대상이라는 것을 부인했지만, 그는 아내를 "사기"로 여겼다. 그는 여성의 주요 경제 활동은 남성이 창출한 가계 재산을 보호하는 것이라고 주장했다. 아리스토텔레스에 따르면, 여성의 노동은 "가계 경영의 기술은 다른 사람이 제공하는 재료를 사용하기 때문에 부를 얻는 기술과 동일하지 않다"고 한다.
플라톤의 견해와는 반대로, 스토아 철학자들은 성의 평등, 성적 불평등이 자연의 법칙에 반하는 것이라고 주장했다. 그렇게 하면서, 그들은 남자와 여자가 같은 옷을 입고 같은 종류의 교육을 받아야 한다고 주장하는 냉소주의자들을 따라갔다. 그들은 또한 결혼을 생물학적 또는 사회적 필요보다는 평등한 사이에서의 도덕적 동반자로 보고 그들의 가르침뿐만 아니라 그들의 삶에서 이러한 견해를 실천했다. 스토아 학파들은 냉소주의자들의 관점을 채택하고, 그것들을 인간 본성에 대한 그들 자신의 이론에 추가함으로써, 그들의 성적 평등주의를 강한 철학적 토대 위에 두었다.

##### 로마
아테네 법과 비슷한 로마법은 남성들이 남성들에게 유리하게 만들었다. 여성은 대중적 목소리도 없고 대중적 역할도 없었다. 그것은 기원전 1세기 이후에서 6세기까지 발전했을 뿐이다. 고대 로마의 자유 태생 여성들은 비시민이나 노예에게까지 확대되지 않는 법적 특권과 보호를 누린 시민이었다. 그러나 로마 사회는 가부장적이었고, 여성들은 투표를 할 수 없었고, 공직에 있을 수 없었으며, 군복무를 할 수 없었다.상류층 여성들은 결혼과 모성을 통해 정치적 영향력을 행사했다. 로마 공화정 동안, 그라쿠스 형제와 율리우스 카이사르의 어머니들은 그들의 아들들의 직업을 발전시킨 모범적인 여성으로 유명했다. 제국 시대에는 황제의 집안 여인들이 상당한 정치적 권력을 획득할 수 있었고, 정기적으로 공식 예술과 금화로 묘사되었다.
로마 사회의 중심핵은 모든 자녀, 하인, 그리고 아내에 대한 권한을 행사한 가장이나 아버지의 가족이었다. 아버지가 유언장을 남기지 않고 돌아가셨다면 소녀들은 소년들과 동등한 상속권을 가지고 있었다. 아테네 여성들과 비슷하게, 로마 여성들은 보호자를 두었거나 그녀의 모든 활동을 관리하고 감독하는 "튜터"라고 불렸다. 이 튜터링은 여성 활동이 제한적이었으나 기원전 1세기에서 6세기에 이르러 튜터리가 매우 느슨해졌고, 여성들은 재산을 소유하거나 관리하거나 검투사 게임과 기타 오락 활동의 시 후원자 역할을 하는 등 더 많은 공적 역할에 참여할 수 있게 되었다. 가베어링은 여성들로부터 격려를 받았다. 기원전 27-14년까지 the ius tritium liberorum은 ("3자녀의 법적 권리")은 3명의 자녀를 출산하고 남성 보호에서 해방시킨 여성에게 상징적인 명예와 법적 특권을 부여했다.
로마 공화정 초기, 한 신부가 아버지의 통제로부터 남편의 "손" (마누스)으로 넘어갔다. 그 후 그녀는 자녀들보다 적은 정도이지만 남편의 시중을 들었다. 이 오래된 형태의 원고 결혼은 율리우스 카이사르 시대에 주로 버려졌는데, 그 당시에는 여성이 남편의 집으로 이사 왔을 때에도 법으로 아버지의 권위를 유지했다. 이러한 배열은 로마 여성들이 누리는 독립성 요인 중 하나였다.
여성들은 법적인 문제에서 아버지에게 순응해야 했지만, 그녀의 일상 생활에서 아버지의 직접적인 조사로부터 자유로웠으며, 그녀의 남편은 그녀에 대한 법적 권력이 없었다. 아버지가 돌아가시면 그녀는 법적으로 해방되었다. 결혼한 여성은 결혼에 가져온 재산에 대한 소유권을 보유했다. 고전적인 로마의 법에 따르면, 남편은 아내를 육체적으로 학대하거나 성관계를 강요할 권리가 없었다. 아내를 구타하는 것은 이혼이나 남편에 대한 다른 법적 소송의 충분한 근거가 되었다.
시민으로서의 법적 지위와 그들이 해방될 수 있는 정도 때문에, 고대 로마의 여성들은 재산을 소유하고, 계약을 체결하고, 사업을 할 수 있었다. 일부는 상당한 재산을 취득하여 처분했으며, 주요 공공 사업에 자금을 대는 수혜자로서 비문에 기록되어 있다. 로마 여성들은 법정에 출두하여 논쟁을 벌일 수 있었지만, 그들은 남자에 의해 대표되는 것이 관례였다. 그들은 동시에 법을 실천하기에는 너무 무지하고 마음이 약하며, 법률 문제에 있어서 너무 적극적이고 영향력 있는 것으로 폄하되어, 여성들이 다른 사람들의 대신 그들 스스로 사건을 수행할 수 있도록 제한한다는 칙령을 받았다. 그러나 이러한 제한이 시행된 후에도, 여성들이 법률 문제에 정통한 조치를 취하는 예는 수없이 많다. 여기에는 남성 옹호자들에게 법률 전략을 지시하는 것도 포함된다.
로마법은 강간을 피해자가 아무런 죄도 지지 않는 범죄로 인정했다. 한 여성의 강간은 그녀의 가족과 아버지의 명예에 대한 공격으로 간주되었고, 강간 피해자들은 그녀의 아버지의 명예에 나쁜 이름을 허용한 것에 대해 부끄러워했다. 법률상, 강간은 선량한 시민을 상대로만 행해질 수 있다. 노예의 강간은 오직 그녀의 주인의 재산상의 손해로 기소될 수 있었다.
초대 로마 황제 아우구스투스는 전통적인 도덕으로 회귀하기 위해 단독 권력 승계를 꾀했고, 도덕적 입법을 통해 여성의 행동을 규제하려고 시도했다. 공화국 치하에서 사적인 집안 문제였던 간통은 형사처벌되었고, 남성 시민과 유부녀 사이, 또는 유부녀와 그녀의 남편이 아닌 다른 남자 사이에서 일어난 불법 성행위(불순)로 정의되었다. 따라서 결혼한 여성은 남편과의 성관계만 할 수 있었지만, 유부남은 매춘부나 노예, 소외된 신분(유족)과 성관계를 맺을 때 간음하지 않았다. 고대 로마의 대부분의 매춘부들은 노예였지만, 일부 노예들은 판매 계약의 조항에 의해 강제 성매매로부터 보호를 받았다. 매춘부나 연예인으로 일하던 자유 여성은 사회적 지위를 잃고 불명예가 되었고, 그녀의 몸을 공개적으로 이용하게 함으로써, 사실상 성적 학대나 신체적 폭력으로부터 보호받을 권리를 포기했다.
스토아 철학은 로마법의 발전에 영향을 미쳤다. 세네카와 무소니우스 루퍼스 같은 제국 시대의 스토아들은 정의로운 관계에 대한 이론을 발전시켰다. 사회나 법 아래서 평등을 옹호하지는 않지만, 그들은 자연이 남성과 여성에게 도덕적으로 행동할 동등한 능력과 동등한 의무를 부여하고, 따라서 남성과 여성은 철학 교육에 동등한 필요성을 가지고 있다고 주장했다. 지배 엘리트들 사이의 이러한 철학적 경향은 제국의 지배 아래 여성의 지위를 향상시키는데 도움을 준 것으로 생각된다. 로마는 국가가 지원하는 교육 시스템이 없었고, 교육은 비용을 지불할 수 있는 사람들에게만 제공되었다. 상원의원과 기사의 딸들은 정기적으로 초등교육을 받은 것으로 보인다. 남녀를 불문하고, 그 이상의 교육을 받은 사람은 거의 없었다. 가정 사업을 돕거나 문필가나 비서로 일할 수 있는 식자 기술을 습득하기 위해 겸손한 배경을 가진 소녀들이 교육받을 수도 있다. 학문으로 고대 세계에서 가장 큰 명성을 얻은 여성은 알렉산드리아의 히파티아로, 젊은이들에게 고급 과정을 가르치고 이집트의 로마 현에 정치에 대해 조언했다. 그녀의 영향은 그녀를 알렉산드리아의 주교인 키릴과 충돌하게 만들었고, 키릴은 415년 기독교 군중의 손에 의해 그녀의 폭력적인 죽음에 연루되었을지도 모른다.

##### 비잔틴 제국
비잔틴 법은 본질적으로 로마의 법에 기초했기 때문에, 여성의 법적 지위는 6세기의 관습과 크게 달라지지 않았다. 그러나 전통적인 여성 제한과 독립적인 여성에 대한 적대감은 여전히 지속되었다. 그리스 문화의 더 큰 영향은 여성의 역할이 공개되는 대신 국내적인 것에 대한 엄격한 태도에 기여했다. 매춘부나 노예, 연예인이 아닌 여성들이 완전히 가려지는 경향도 증가하고 있었다. 이전 로마법처럼, 여성들은 법률 증인이 될 수 없었고, 행정부를 두거나 은행업을 할 수 없었지만, 그들은 여전히 재산을 상속받고 땅을 소유할 수 있었다.
원칙적으로 교회의 영향력은 구법이 금욕과 무아지경에 부과하는 장애의 철폐, 공신력 있는 종교생활로의 진입을 위한 시설의 증대와 아내에 대한 적법한 제공에 유리하게 작용하였다. 교회는 또한 성직자들에게 우호적인 사람들의 정치적 힘을 지지했다. 엄마와 할머니를 지도교사로 임명하는 것은 저스틴의 승인을 받았다.
원로원 의원과 낮은 계급의 여성과의 다른 고위층 남성의 결혼에 대한 제한은 콘스탄티누스에 의해 연장되었지만, 그것은 거의 완전히 저스틴에 의해 제거되었다. 두 번째 결혼은 특히 과부의 재산권이 재혼을 중단해야 한다는 조건을 부과하는 것을 합법화함으로써 단념되었고, 9세기 말의 레오닌 헌법은 세 번째 결혼을 처벌할 수 있게 만들었다. 같은 헌법이 신부의 축도를 결혼식에서 필수적인 부분으로 만들었다.

##### 중국
역사적으로나 고대 중국에서 여성들은 열등하다고 여겨졌고 유교법에 근거한 종속적인 법적 지위를 가지고 있었다. 중국 제국에서는 "세 명의 오순종"이 딸들에게 그들의 아버지에게 복종하도록, 아내들은 남편에게 복종하도록, 과부들은 그들의 아들에게 복종하도록 장려했다. 여성은 사업이나 부를 상속할 수 없었고 남성은 그런 경제적 목적으로 아들을 입양해야 했다. 후기 황실법에도 일곱 가지 다른 유형의 이혼이 있었다. 아들을 낳지 못하거나 간통을 저지르거나, 시부모를 거역하거나, 말을 과도하게 하거나, 도둑질을 하거나, 질투심에 시달리거나, 난치병이나 역겨운 질병이나 장애에 시달리면 아내가 쫓겨날 수 있었다. 그러나 남편에게는 또한 한계가 있었다. 예를 들어, 그녀가 시부모의 상소를 지키거나, 그녀가 돌아갈 가족이 없거나, 남편의 가족이 가난했던 적이 있고, 그 이후로 더 부유해진다면, 남편은 이혼할 수 없었다.
중국에서도 여성의 지위는 낮은 편이었는데, 주로 발을 묶는 관습 때문이었다. 19세기에 중국 여성의 약 45%가 발을 묶었다. 상류층의 경우, 거의 100%였다. 1912년, 중국 정부는 발 묶기의 중단을 명령했다. 발을 묶는 것은 뼈 구조를 바꾸어서 발이 4인치 정도밖에 되지 않도록 하는 것이었다. 발이 묶이면 움직임이 어려워져 여성의 활동이 크게 제한된다.
남녀가 가까이 있으면 안 된다는 사회 풍습 때문에 중국 여성들은 서양의학 남성 의사들의 치료를 꺼렸다. 이것은 중국의 서양의학 여성 의사들에게 엄청난 필요를 초래했다. 여성 의료 선교사 닥터. 메리 H. 풀턴 (1854년–1927년)은 중국 최초의 여성 의과대학 설립을 위해 미국 장로교회의 외국인 선교 위원회에 의해 파견되었다. 해킷 여자 의과대학으로 알려진 이 대학은 에드워드 A.K.의 거액의 기부로 중국 광저우에서 설립되었다. 해킷 (1851년 ~ 1916년) 이 대학은 기독교와 현대 의학의 확산과 중국 여성의 사회적 지위 향상을 목표로 했다.
중화민국(1912~49년)과 초기 중국 정부 동안, 여성들은 가정 하인으로 가장하여 합법적으로 매매되어 노예가 되었다. 이 여성들은 무이차이로 알려져 있었다. 무이차이의 삶은 미국인 페미니스트 아그네스 스메들리에 의해 그녀의 책 "혁명 속의 중국 여성의 초상화"에 기록되었다.
그러나 1949년 마오쩌둥(馬澤東)이 이끄는 공산 게릴라들에 의해 중화민국이 전복되었고, 같은 해에 중화인민공화국이 수립되었다. 1950년 5월 중화인민공화국은 여성을 노예로 파는 것을 막기 위해 신혼법을 제정했다. 이것은 대리 결혼을 금지했고 두 파트너가 동의하는 한 결혼을 합법화했다. 신혼법은 결혼 적령기를 남자의 경우 20세, 여자의 경우 18세로 높였다. 이것은 여성들이 더 이상 합법적으로 지주들에게 팔릴 수 없기 때문에 농촌 토지 개혁의 필수적인 부분이었다. 공식 슬로건은 "남자와 여자는 평등하다. 모든 사람은 그의 소금의 가치가 있다"였다.

## 핵심 개념

### 자연권
토마스 홉스, 장 자크 루소, 존 로크와 같은 영국과 미국의 17세기 자연법 철학자들은 아리스토텔레스와 기독교 신학자인 아퀴나스와 같은 고대 철학자들을 참고하여 자연권리 이론을 발전시켰다. 고대 철학자들처럼, 17세기 자연법 철학자들은 노예제도와 여성의 열등한 지위를 옹호했다. 고대 그리스 철학자들에 의존하여, 자연법 철학자들은 자연권이 신으로부터 파생된 것이 아니라 자연에서 발견될 수 있는 법칙인 "범용적이고, 자명하며, 직관적"이라고 주장했다. 그들은 자연권이 "가장 높은 형태의 사회"에 사는 "문명화된 인간"에게 자명하다고 믿었다. 인간의 자연에서 유래된 자연권, 고대 그리스 철학자 시티움의 제노에 의해 인간 자연에 관한 개념으로 처음 확립되었다. 제노는 합리적이고 문명화된 그리스 남성 시민들 각각이 육체로부터 독립된 "신성한 불꽃" 또는 "영혼"을 가지고 있다고 주장했다. 제노는 스토아 철학을 창시했고 인간 본성의 사상은 다른 그리스 철학자들에 의해 채택되었고, 나중에는 자연법 철학자들과 서구 휴머니스트들에 의해 채택되었다. 아리스토텔레스는 인간이 "합리적 동물"이며 이성의 자연적인 힘이라고 주장하면서 널리 채택된 합리성의 개념을 발전시켰다. 고대 그리스에서 인간 본성의 개념은 성별, 민족성 및 기타 자격에 의존했으며, 17세기 자연법 철학자들은 여성을 아동, 노예, 비백인과 함께 "합리적" 또는 "문명화된" 여성으로 간주했다. 자연법 철학자들은 여성의 열등한 지위는 "상식"이며 "자연"의 문제라고 주장했다. 그들은 여성들이 그들의 "내성" 때문에 동등하게 대우받을 수 없다고 믿었다.
17세기 자연법 철학자들의 견해는 18세기와 19세기에 윌리엄 윌버포스나 찰스 스퍼건 같은 복음주의 자연신학 철학자들에 의해 반대되었다. 현대 자연법 이론가들과 자연권 옹호자들은 모든 사람들이 성별, 민족성 또는 다른 자격에 관계없이 인간의 본성을 가지고 있다고 주장하며, 따라서 모든 사람들은 자연권을 가지고 있다.

## 같이 보기
- 여성 교육
- 성불평등지수
- 젠더사이드
- 글로벌 이슈
- 남성인권 운동
- 여성혐오
- 성노동자의 권리